# Co-Creation
Co-Creation (auch: Ko-Kreation oder Kokreation) beschreibt die Methode, den Prozess oder das Ergebnis eines gemeinschaftlichen Schöpfungsprozesses mehrerer Personen oder Statusgruppen. Ursprünglich aus dem Marketing und den Wirtschaftswissenschaften als Form der interaktiven Produktgestaltung mit Prosumenten hervorgegangen, wird der Begriff in verschiedenen Fachdisziplinen und sozialen Bewegungen verwendet, um entweder als Oberbegriff oder Anfang der Kollaboration und kollektiven Entscheidungsfindung zu fungieren.

## Anwendungsspezifische Definitionen

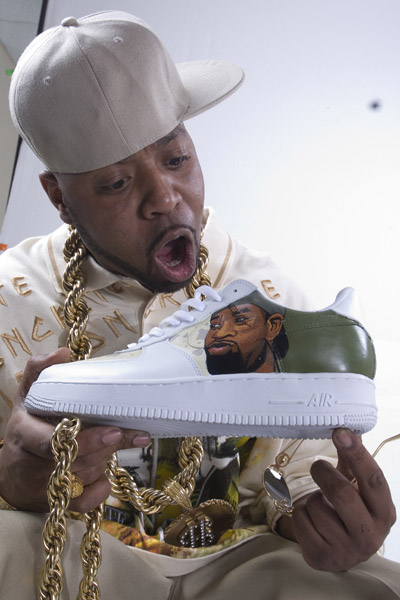
Individualisierter Sneaker als Beispiel betriebswirtschaftlicher Ko-Kreation

### Wirtschaft
Im Marketing und der Produktentwicklung ist Co-Creation ein Managementansatz, der Unternehmen und Kunden kollaborieren lässt. Der grundlegende Gedanke ist, dass Kunden und Unternehmen durch Zusammenarbeit Synergieeffekte erzeugen können. Geprägt wurde der Begriff von C. K. Prahalad und Venkat Ramaswamy durch die Veröffentlichung des Harvard Business Review Artikels, „Co-opting Customer Competence“ im Jahre 2000. Co-Creation besteht aus zwei wesentlichen Schritten: 1. Beitrag und 2. Auswahl. Im ersten Schritt werden Ideen abgegeben, im zweiten Schritt werden die aussichtsreichsten Ideen ausgewählt.
Beispielhaft kann ein Turnschuh individualisiert werden und die jeweilige Produktkombination on-demand produziert werden. Nachfrage und Angebot entstehen so gewissermaßen zeitgleich und in durch die Kooperation von Unternehmen und Kundschaft (Co-Creation of Value).

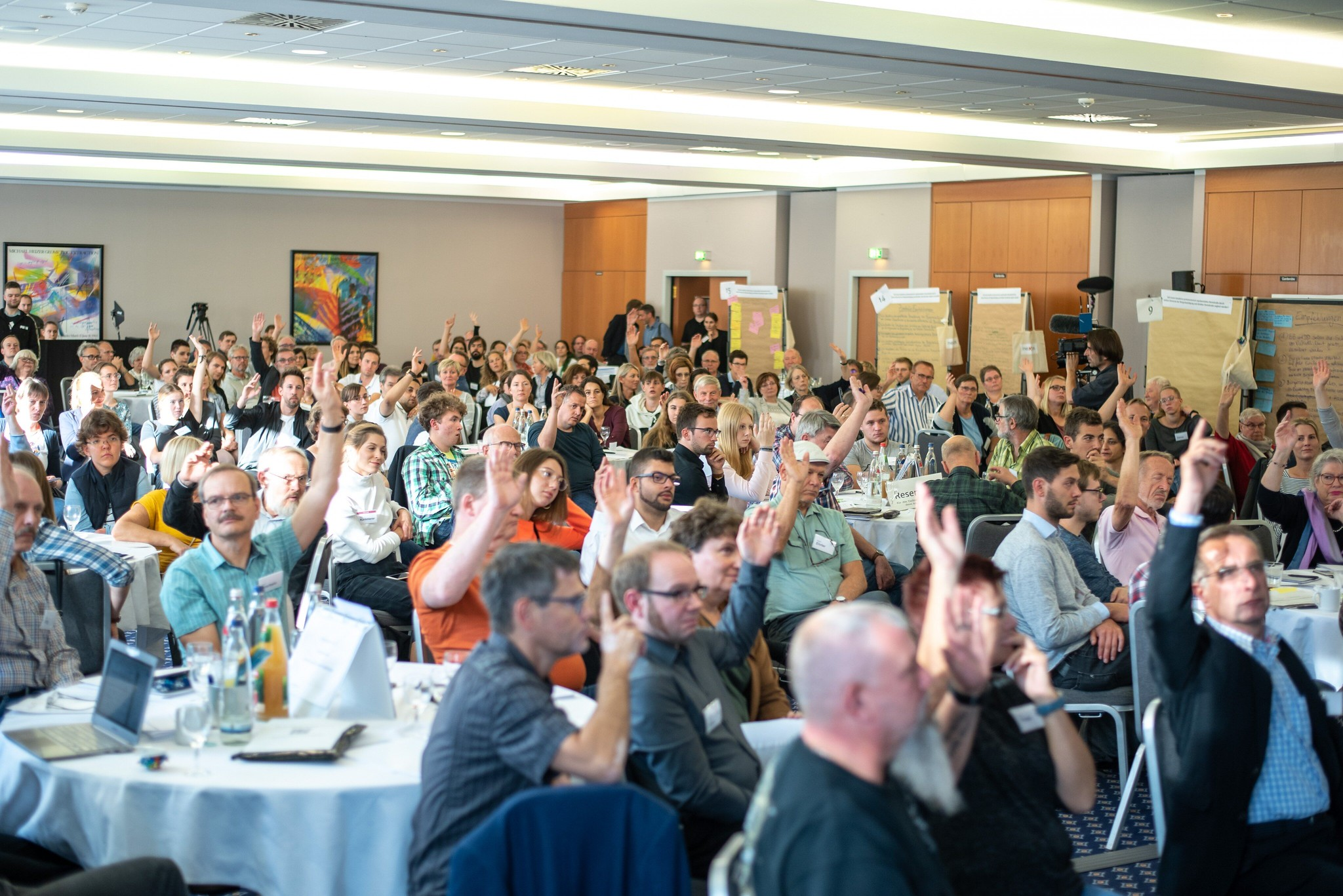
Präsenztreffen als Teil ko-kreativer Konzept- und Strategieentwicklung

### Wissenschaft
Mit Co-Creation ist zudem eine besondere Form des Prozessmanagements bei zunehmender Komplexität und Mehrperspektivität verbunden, die auf einen Konsens in frühen Phasen der Ideenfindung, der Meinungsbildung und des Entscheidungsprozesses abzielt. Damit findet sie insbesondere bei transdisziplinären Fragestellungen, sowie in der transformativen Wissenschaft, Begleitforschung, Feldforschung und Auseinandersetzung mit der Zivilgesellschaft (Third Mission u. a.) Beachtung. Wesentlicher Teil des Prozesses ist Zusammenführung von Positionen, Erfahrungen und Wissen der Beteiligten, sodass der Begriff eng mit dem Konzept der gemeinsamen Wissensproduktion (Co-Production of Knowledge) Sheila Jasanoffs und der kollektiven Intelligenz verwandt ist.
Die frühzeitige und dauerhafte Beteiligung von Außenstehenden und Peers in diesem Sinne ist ein zentraler Bestandteil des Entwicklungsprozesses von Open-Source-Produkten. Gelegentlich wird Co-Creation zur Beschreibung von Reallaboren und des Technologietransfers verwendet.

## Chancen und Risiken

### Chancen
Eine in der Wirtschaft zu erkennende Asymmetrie zwischen Kundenbedürfnissen und Zielen der Produzenten lässt sich durch die Zusammenarbeit von Unternehmen mit ihren Kunden mindern. Kunden erhalten die Möglichkeit, direkten Einfluss auf ein Produkt zu haben, und Unternehmen profitieren durch angepasste und bedarfsorientierte Produkte. Gleichzeitig reduzieren sich die Kosten der F&E-Abteilungen sowie die Time-to-Market von Produkten.

### Risiken
Unternehmen müssen die Ideen ihrer Kunden filtern, dies kann sich abhängig von der Quantität der Vorschläge und Art der Zusammenarbeit zwischen Kunden und Unternehmen als ein Problem herausstellen.

## Abgrenzung
Co-Creation lässt sich aufgrund der aktuellen Definitionen nicht eindeutig von Crowdsourcing, Commoning, Open Source und Open-Innovation abgrenzen. Eine gängige Betrachtung ist, dass Crowdsourcing und Co-Creation die Hauptteilmengen von Open-Innovation sind.